# Jacob Heinrich Elbfas

Katarina Karlsdotter Vasa prinsessa av Sverige och pfalzgrevinna av Zweibrücken.

Axel Oxenstierna 1626

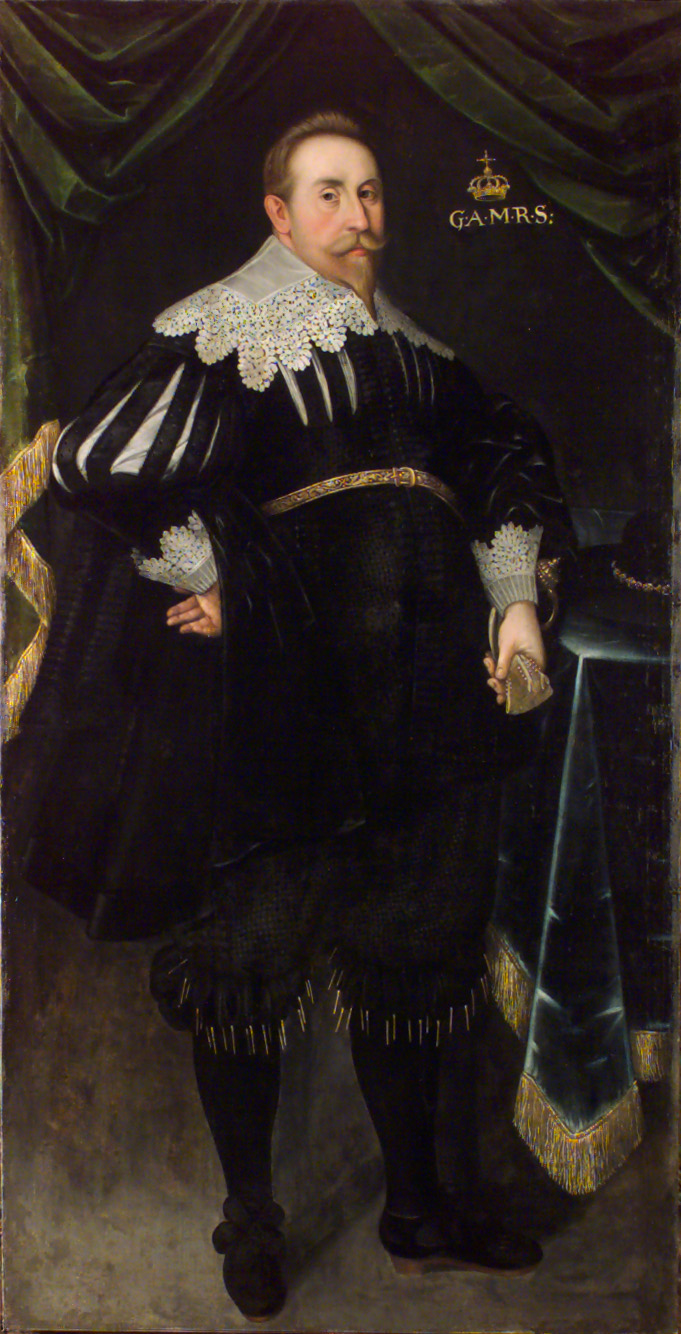
Gustav II Adolf omkr. 1630

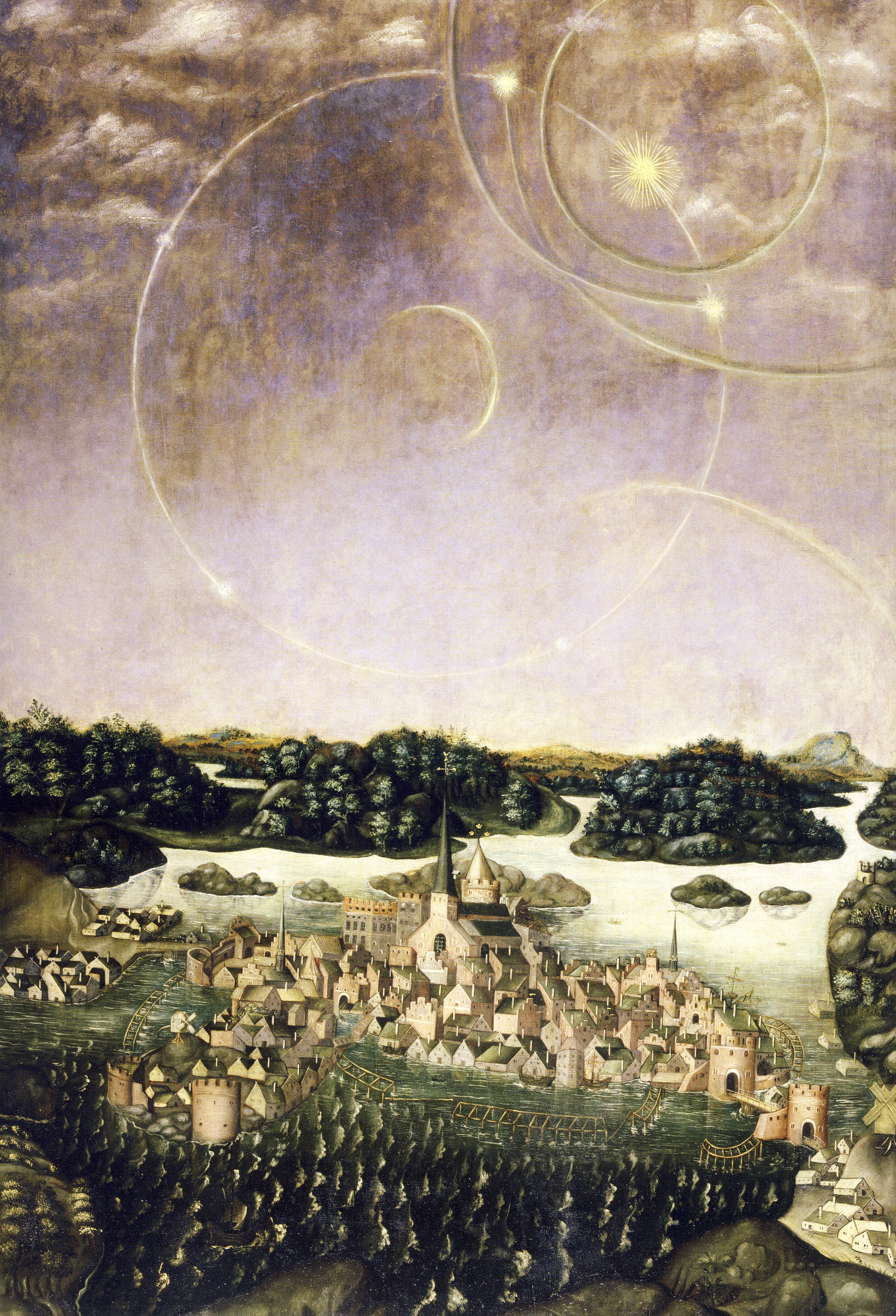
Vädersolstavlan kopia från 1630-talet

Jacob Heinrich Elbfas, troligen född cirka 1600 i Livland, död i mars 1664 i Maria Magdalena församling, Stockholm var en hovmålare bland annat hos änkedrottning Maria Eleonora. 

## Biografi
Jacob Heinrich Elbfas fick sin utbildning i Strasbourg, där han hos någon av Wendel Dietterlins efterföljare torde ha mött ett måleri med rötter i renässansens hovporträtt. Från 1622 fram till sin död var han verksam i Sverige. Enligt egen utsago i en skrivelse till Karl X Gustav, kom han hit i sällskap med greve Johan Kasimir av Pfalz-Zweibrücken-Kleeberg (1589-1652), konungens far. 
Han bodde med sin familj i Maria Magdalena församling, Södermalm, Stockholm. Från 1628 var han ålderman i konterfejar- och målarskrået i Stockholm. Under perioden 1634-1640 tjänstgjorde han som hovmålare hos änkedrottning Maria Eleonora. I en dikt från 1639 sägs att han förstår att "stoffera" höga herrar och konungar, att med sin pensel "formera" ädla grevar och "mansieurar". Jacob Heinrich var vid denna tid, vid sidan av mästaren Johan Assman (trol. †1667), den mest anlitade porträttören hos de högre stånden. 
Elbfas utförde också, i likhet med äldre mästare som Cornelius Arendtz (ca.1590-ca.1655) och Holger Hansson, mer hantverksmässiga verk. Förutom hans målning av Catharina De la Gardie är inga av hans kända verk signerade.  När drottning Kristina under 1640-talets senare hälft bjöd in konstnärer nerifrån Europa, avtog Jacob Heinrich Elbfas popularitet som ledande konterfejare. Vid Karl X Gustavs trontillträde försökte han hävda det inhemska målarskråets intressen gentemot dessa nya "bönhasar". Han påpekar också att hans syn försvagats men fortsatte att granska gesällernas mästararbeten och kvarstod som ålderman intill sin död.
Han var gift med Regina Henriksdotter och fick två söner, Jacob Elbfas och Axel Elbfas, båda målare.  

## Konstnärskap
Jacob Heinrich Elbfas lade an på att återge den sena Vasatidens aristokrati på ett representativt sätt, där personskildringen blir sekundär. Bakgrunden formades entonigt grå med enstaka framträdande inslag i form av ett bord, ett draperi, en kolonn eller kanske en trång fönsterutsikt. Hans verk ger ett mer realistiskt intryck än föregångarnas, beroende på en mera plastisk formgivning. 

## Verk
Urval:
- Helfigursbild: Anna Margareta Sture, 1624 (sedan 1952 i Stockholms stadshus).
- Porträtt: Axel Oxenstierna Nationalmuseum[2], 1626.
- Porträtt: Elisabeth Amalia Kasimir, pfalzgrevens dotter, 1628.
- Bild: Gustav II Adolf från omkr. 1630.
- Kopia från 1630-talet av Vädersolstavlan.
- Avbildningar: den unga drottning Kristina, 2 st. 1637.
- Målning: greve Gabriel Oxenstierna som 20-åring, 1638
- Litet porträtt: änkedrottning Maria Eleonora av Brandenburg, 1640.
- Helfigursbild: Maria Eleonora som svartklädd änkedrottning; Ej bevarad annat än i kopia.
- Målning: Gustav II Adolf, skänkt av Jacob Heinrich Elbfas 1640 till Hölö kyrka, Södermanland.
- Porträtt: Kristina, 2 st. 1641.
- Målning: Johan Skytte, 1641.
- Porträtt: riksamiralen Carl Carlsson Gyllenhielm, 1641; (finns på Karlbergs slott).
- Porträtt: Karl X Gustav, 1642.
- Målning: Catharina De la Gardie.
- Bild: Maria Sophia De la Gardie, 1643 (Tyresö).
- Avbildningar: Carl Carlsson Gyllenhielm, hans maka och deras kungliga släkt; Förtärda av eld.
- Porträtt: Karl X Gustav, 1646.
- Avbildning: lille prins Karl, 1657.